# Paederia mandrarensis
Paederia mandrarensis là một loài thực vật có hoa trong họ Thiến thảo. Loài này được Homolle ex Puff mô tả khoa học đầu tiên năm 1991.